# Randy (banda)
Randy es una banda sueca de punk rock formada en 1992 en Hortlax. La crítica musical a menudo han comparado Randy con otros grupos  de garage punk como The Hives o The (International) Noise Conspiracy.

## Trayectoria
Al comienzo, sus miembros se inspiraron en bandas de skate punk como NOFX y Propagandhi, pero después de la publicación de The Rest is Silence (1996) y la salida del bajista Patrik Trydvall, adoptaron un sonido que recuerda a Thin Lizzy, The Misfits y Ramones, talmente una fusión de garage punk y pop punk. Su siguiente álbum, You Can't Keep a Good Band Down (1998), recibió la atención de Maximum Rocknroll que lo elogió como «el mejor CD punk melódico desde el No Control de Bad Religion».
Randy firmó con Burning Heart Records, una subseello de Epitaph Records, a principios de los años 2000. El 2002, Randy fue invitado a actuar al Club Debaser de Estocolmo para homenajear Joe Strummer de The Clash, junto con otras bandas.
Su último álbum, Randy the Band, fue publicado el enero de 2006 por Burning Heart y Fat Wreck Chords. El julio de 2020, la canción «The Exorcist», incluida a You Can't Keep a Good Band Down, apareció al podcast insignia de la BBC, Kermode & Mayo's Film Review.
A lo largo de los años, Randy ha logrado cierta consideración de culto entre la comunidad punk internacional y ha tenido un éxito particular en su país natal. Es un grupo conocido para escribir canciones pegajosas con mensajes políticos, a menudo abordando temas como la desigualdad social, lo socialismo y las revoluciones de la clase trabajadora a lo largo de la historia europea.

## Discografía

### Álbumes de estudio
- There's No Way We're Gonna Fit In (Dolores Records, 1994)
- The Rest Is Silence (Dolores Records, 1996)
- You Can't Keep a Good Band Down (Ampersand Records, 1998)
- The Human Atom Bombs (Burning Heart, 2001)
- Welfare Problems (Burning Heart, 2003)
- Randy the Band (Ny Våg/Burning Heart/Fat Wreck Chords, 2005)

### EP, singles y recopilatorios
- "En Riktig Man?" (1992)
- No Carrots for the Rehabilitated EP (1993, Dolores Records)
- Ska EP (1994, Dolores Records)
- "Education for unemployment" (1995, Dolores Records)
- Refused Loves Randy EP (1995, Startrec, con Refused)
- "At Any Cost" (1996, Dolores Records)
- Out of Nothing comes nothing 7" (1998, Ampersand Records)
- Return of the Read Menace (1999, G7 Welcoming Committee Records)
- "I Don't Need Love" (2001, Burning Heart)
- Cheater EP (2001, Busted Heads Records/G7 Welcoming Committee)
- "The Heebie Jeebies" (2001, Burning Heart)
- "Fat Club" (2001)
- Dropping Food on Their Heads Is Not Enough: Benefit for RAWA (2002, Geykido Comet Records)
- "X-Ray Eyes" (2003, Burning Heart)
- "Beware (If You Don't Want Your Babies To Grow Up To Be Punk Rockers)" (2004, Fat Wreck Chords, amb Fat Mike)
- Chemical X DVD (2008, Geykido Comet Records)